# Eco

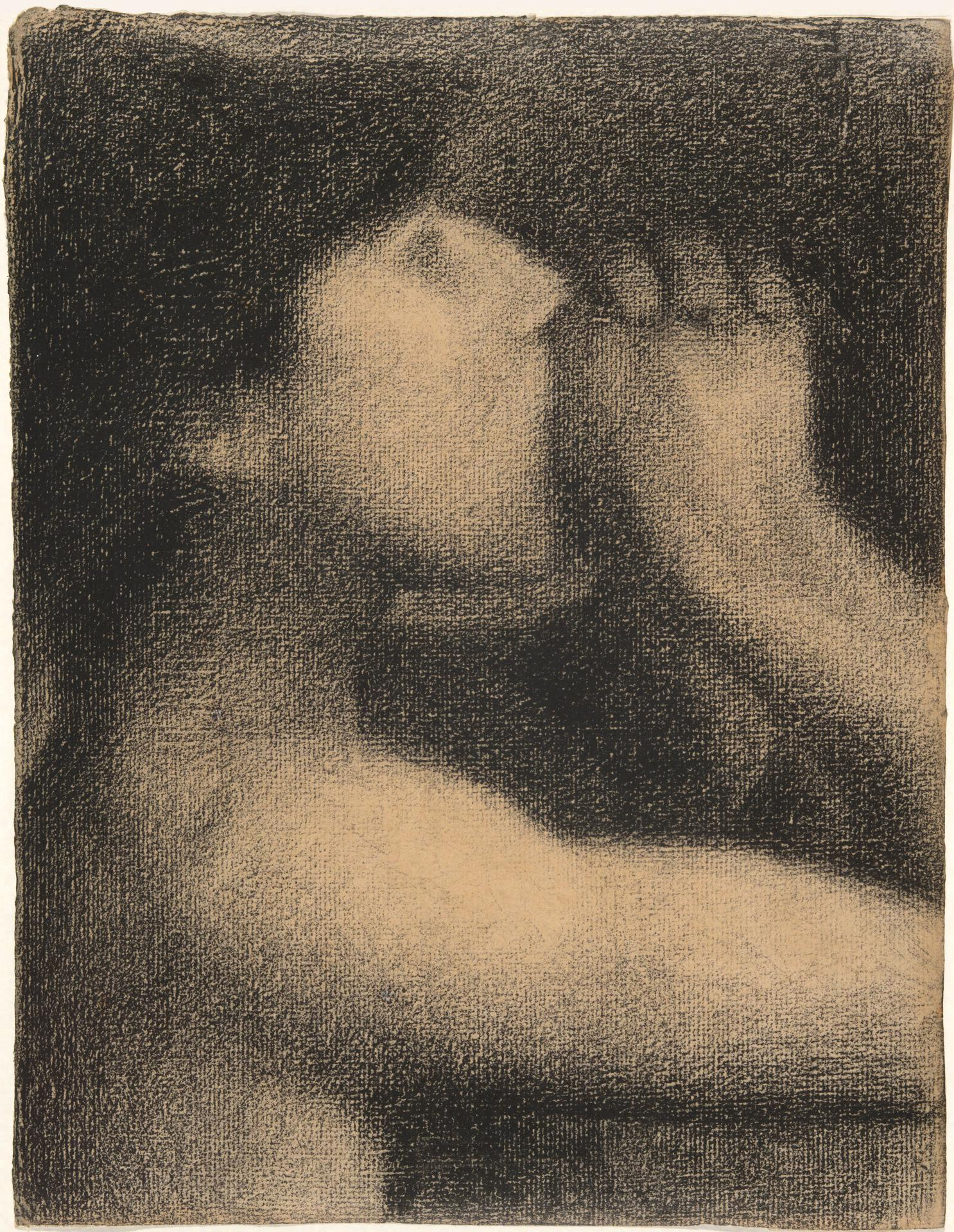
Georges Seurat, L'eco (L'Echo), 1883-1884

In fisica e acustica l'eco (femminile o raramente maschile al singolare, al plurale solo maschile "echi") è un fenomeno prodotto dalla riflessione di onde sonore contro un ostacolo, che vengono a loro volta nuovamente percepite dal ricevitore più o meno immutate ma con un certo ritardo rispetto al suono diretto. Tale ritardo non dev'essere inferiore a 1/10 di secondo. Al di sotto di tale valore non si può più parlare di eco, ma di riverbero. Un tipico esempio di riverbero è quello prodotto in una stanza dalla riflessione di onde sonore sulle pareti perimetrali.

## Descrizione
Si parla propriamente di eco quando le singole riflessioni dell'onda sonora sono percepite distintamente dall'ascoltatore. 
In termini più generali, l'eco può essere definita come un'onda che viene riflessa da una discontinuità nel mezzo di propagazione, e che ritorna con una intensità e ritardo sufficiente per essere percepita.
Nel parlato ciò avviene se sono ripetute intere sillabe e che in genere hanno una durata di un decimo di secondo ciascuna: per questo motivo al di sotto di quel ritardo nella riflessione non si parla di eco ma di riverbero, perché viene percepito un alone sonoro senza poter distinguere le singole sillabe ripetute (oggetto riflettente a meno di 17 metri). 

Disegno di un pipistrello che localizza la preda mediante l'eco degli ultrasuoni emessi da esso stesso

Può essere voluta (come nei sonar) o indesiderata (come nei sistemi telefonici)
La differenza d'intensità con il suono che l'ha generata viene generalmente misurata in decibel (dB).

### Propagazione del suono - eco e riverbero
La condizione fondamentale affinché il suono si propaghi è la presenza di un mezzo di propagazione; come conseguenza si ha che nel vuoto non c'è propagazione di suono, ma silenzio assoluto. Per capire come si propaga il suono, si può gettare un sasso nell'acqua e si noterà che il "disturbo" si propaga per linee concentriche. In realtà, non è l'acqua che si sposta, ma l'impulso di propagazione perché l'acqua si limita a fare dei movimenti che vanno verso l'alto e verso il basso.
Un fenomeno fondamentale della propagazione del suono è la riflessione che si determina quando l'onda sonora incontra un ostacolo e torna indietro. Si individuano, così, due onde: l'onda incidente e l'onda riflessa. La riflessione può darsi in due modi: come riverbero e come eco.
Si ha riverbero quando l'onda incidente si confonde nell'orecchio dell'ascoltatore con l'onda riflessa, mentre si ha eco quando le due onde risultano distinte. Perché si formi l'eco è necessario che la distanza tra la sorgente sonora e l'ostacolo sia di almeno 17 metri. Questa misura è data da un calcolo che tiene conto del fatto che il suono si propaga nell'aria a 20 °C a circa 340 m/s. Per distinguere con chiarezza due suoni (avendo quindi un'eco) è necessario che essi distino tra loro almeno 1/10 di secondo. Tale intervallo di propagazione in aria corrisponde alla distanza di 34 metri, cioè 17 metri dalla fonte sonora all'ostacolo e 17 per il percorso inverso. Se la distanza è inferiore a 17 metri si ha il riverbero.

## Eco più duratura
Il record mondiale relativo all'eco più duratura in strutture fatte dall'uomo è di 112 secondi. Registrato alla frequenza di 125 hertz, tale record è stato stabilito dal professore di ingegneria acustica Trevor Cox in un deposito di carburante in Inchindown.

## Toponimi
In varie parti del mondo esistono luoghi il cui nome deriva dall'eco, come ad esempio il Bric Resonau (Liguria), Rhêmes-Saint-Georges (Valle d'Aosta) o la Contea di Suwannee (Florida).